# Pavel Kuka
Pavel Kuka, né le 19 juillet 1968 à Prague, était un footballeur tchèque évoluant au poste d'attaquant. International tchécoslovaque puis tchèque. En 2005, il met un terme à sa carrière pour prendre la place de directeur général du Marila Pribram.

## Carrière
- 1987-1989 : RH Cheb (Tchécoslovaquie).
- 1989-1994 : Slavia Prague (Tchéquie).
- 1994-1998 : FC Kaiserslautern (Allemagne).
- 1998-1999 : FC Nuremberg (Allemagne).
- 1999-2000 : VfB Stuttgart (Allemagne).
- 2000-2005 : Slavia Prague (Tchéquie).

## Palmarès
- Champion d'Allemagne : 1998 (FC Kaiserslautern).
- Champion d'Allemagne de D2 : 1997 (FC Kaiserslautern).
- Vainqueur de la Coupe d'Allemagne : 1996 (FC Kaiserslautern).
- Vainqueur de la Coupe de Tchéquie : 2002 (Slavia Prague).

## Carrière internationale
- Finaliste de l'Euro 1996.
- Troisième de la Coupe des confédérations 1997.
- A participé à l'Euro 1996 (5 matchs, 1 but) et l'Euro 2000 (2 matchs).
- International tchécoslovaque puis tchèque (87 sélections, 29 buts) entre 1990 et 2001.